# Cecilia (roman)
Pour les articles homonymes, voir Cécilia.
Cecilia, or Memoirs of an Heiress (Cecilia, ou les Mémoires d'une héritière) est un roman de Fanny Burney publié en 1782.
Frances « Fanny » Burney l'écrit en partie à Chessington Hall, la demeure de son ami proche Samuel Crisp, avec qui elle discute longuement du contenu de l'œuvre. Ses éditeurs, Messrs Payne & Cadell, remettent à Fanny Burney la somme de 250 livres sterling pour ce roman.

## Intrigue
L'intrigue de Cecilia tourne autour de l'héroïne, Cecilia Beverley, orpheline, qui vient d'entrer dans sa vingt-et-unième année lorsque commence le roman. Ses ancêtres ont été de riches fermiers du comté de Suffolk.  
L'héritage que lui lègue son oncle est accompagné d'une clause stipulant qu'elle devra trouver un mari qui reprenne son nom. Compte tenu du climat social qui l'entoure, cela se révèle impossible, et elle abandonne sa fortune pour se marier par amour.

## Accueil critique
Le roman reçoit à sa sortie une critique favorable, pour son ton réfléchi et son usage ironique de la narration à la troisième personne ; il est cependant considéré comme moins spontané que son premier ouvrage (Evelina), et handicapé par une sorte de gêne ressentie par l'auteur face à son public.
Certains critiques reprochent au style narratif de manquer de discrétion (intrusive), cependant que certains de ses amis trouvent que l'écriture du roman prend modèle trop étroitement sur celle du Dr Johnson. 
Edmund Burke admire beaucoup le roman, mais tempère cependant son admiration en critiquant le nombre énorme de personnages et la complexité des intrigues qui s'entremêlent.

Le titre de l'œuvre la plus connue de Jane Austen, Pride and Prejudice (Orgueil et Préjugés) est tiré d'une phrase qui se trouve dans la conclusion morale de Cecilia : 

« The whole of this unfortunate business, said Dr. Lyster, has been the result of PRIDE and PREJUDICE.
Toute cette malheureuse affaire, dit le Dr. Lyster, a été le résultat de l'orgueil et des préjugés. »

## Anecdote
À l’occasion d’une vente en l’Hôtel Drouot en 1955 du fonds de la succession de Georges Lenôtre sont réapparus trois petits livres provenant de la bibliothèque de Louis XVI et de Marie-Antoinette. Ce sont des volumes in-12°, reliure de travail d’époque en cartonnage vert. Sur le premier tome, figure, doublure intérieure de couverture, les chiffres 1-2-3 et sur celle de fin de livre, les chiffres 3-4-5, écrits à la main.[réf. nécessaire] Il est fait mention de la demande de Cécilia, Évelina et les Mille et une Nuits dans le Journal des demandes faites pour le Roi et Sa famille au Temple, depuis le 5 septembre 1792, par Cléry, valet de chambre du prince royal de service près du Roy.